# Charakterystyka światła nawigacyjnego
Charakterystyka światła nawigacyjnego – zespół łatwych do zaobserwowania cech pozwalający na odróżnienie jednego światła nawigacyjnego od innych (na jego identyfikację).
Najważniejszymi cechami światła są:
- Rodzaj – sposób, w jaki ono świeci,
- Okres – czas (podawany w sekundach, w którym światło przechodzi przez wszystkie różniące się fazy. Po zakończeniu jednego okresu (zwanego też cyklem) rozpoczyna się kolejny z identycznymi fazami,
- Barwa – kolor, jaki światło emituje.

## Rodzaje świateł
Najogólniej można wyróżnić następujące rodzaje świateł:
- stałe (ang.: Fixed) - światło nie zmieniające się w czasie (przy tym rodzaju światła trudno mówić o okresie, a faza jest tylko jedna).
- rytmiczne (ang.: Rythmic) - fazy świecenia i fazy zaciemnienia następują po sobie. Wśród tego rodzaju wyróżnić można trzy podrodzaje:
  - światła przerywane (ang.: Occulting) - informację niesie zaciemnienie, pojedyncze lub w grupach o równym czasie zaciemnienia, przy czym ogólny czas świecenia w cyklu jest dłuższy od ogólnego czasu zaciemnienia,
  - izofazowe (ang.: Izophase) - obie fazy (świecenia i zaciemnienia) są równej długości.
  - światła w których czas świecenia jest krótszy od czasu zaciemnienia (informację niesie faza świecenia):
    - błyskowe (ang.: Flashing) - blaski w ilości mniejszej niż 50 na minutę
    - migające (ang.: Quick) - błyski powtarzają się z częstotliwością 50-80 na minutę
    - szybko migające (ang.: Very quick) - błyski z częstotliwością 80-160 na minutę
    - ultraszybko migające (ang.: Ultra quick) - błyski częściej niż 160 razy na minutę
    - kodowe Morse'a (ang.: Morse Code) - światło emituje znak(i) alfabetu Morse'a
    - rozbłyskowe (ang.: Fixed and flashing) - światło stałe wzmacniane rozbłyskami o większym natężeniu
- zmienne lub zmiennobarwne (ang.: Alternating) - poszczególne fazy różnią się barwą emitowanego światła.

W poszczególnych rodzajach świateł fazy zaciemnienia lub światła mogą być zestawiane w proste grupy (ang.: Group) lub grupy złożone (ang.: Composite group), czy też podstawowa charakterystyka może być przerywana (ang.: Interrupted. W efekcie stosowane są następujące rodzaje świateł:
| typ światła | podtyp światła                                | rodzaj światła                            | rodzaj światła                                 | oznaczenie (przykładowe) | oznaczenie (przykładowe) | opis | diagram | przykładowa wizualizacja | przykładowa wizualizacja |
| typ światła | podtyp światła                                | nazwa polska                              | nazwa angielska                                | polskie                  | angielskie               | opis | diagram | oznaczenie               | wygląd                   |
| ----------- | --------------------------------------------- | ----------------------------------------- | ---------------------------------------------- | ------------------------ | ------------------------ | --- | ------- | ------------------------ | ------------------------ |
| STAŁE       | STAŁE                                         | Stałe                                     | Fixed                                          | S                        | F                        | Światło nie zmieniające barwy ani natężenia |         | F R                      |                          |
| RYTMICZNE   | PRZERYWANE                                    | Przerywane                                | Occulting                                      | P                        | Oc                       | Światło w regularnych odstępach czasu gasnące. (przy czym ogólny czas świecenia jest dłuższy od ogólnego czasu zaciemnienia) |         | Oc R 6s                  |                          |
| RYTMICZNE   | PRZERYWANE                                    | Przerywane grupowe                        | Group occulting                                | P(2)                     | Oc(2)                    | Światło, w którym (w tym przykładzie: dwa) zaciemnienia występują w grupie przedzielonej dłuższym okresem świecenia. |         | Oc(2) G 8s               |                          |
| RYTMICZNE   | PRZERYWANE                                    | Przerywane złożone                        | Composite group occulting                      | P(3+4)                   | Oc(3+4)                  | Światło, w którym (tu: trzy) zaciemnienia występują w grupie przedzielonej dłuższym okresem świecenia, a po nim następuje grupa (tu: czterech) zaciemnień. |         | Oc(3+4) W 18s            |                          |
| RYTMICZNE   | IZOFAZOWE                                     | Izofazowe                                 | Izophase                                       | I                        | Iso                      | Światło, w którym fazy świecenia i zaciemnienia są równie długie. |         | Iso R 4s                 |                          |
| RYTMICZNE   | BŁYSKOWE                                      | Blaskowe                                  | Long flashing                                  |                          | LFl                      | Światło z regularnie powtarzającymi się blaskami, gdzie faza świecenia trwa dłużej niż 2 sekundy |         | LFl W 10s                |                          |
| RYTMICZNE   | BŁYSKOWE                                      | Błyskowe                                  | Flashing                                       | Bl                       | Fl                       | Światło z regularnie powtarzającymi się błyskami trwającymi krócej niż 2 sekundy, równe sobie, lecz wyraźnie krótsze niż czas trwania ciemności; okres równy lub dłuższy od 1,5 sekundy                                                                          |         | Fl G 5s                  |                          |
| RYTMICZNE   | BŁYSKOWE                                      | Błyskowe grupowe                          | Group flashing                                 | Bl(3)                    | Fl(3)                    | Światło, gdzie (tu: trzy) błyski występują w grupie przedzielonej dłuższą fazą ciemności. |         | Fl(3) R 15s              |                          |
| RYTMICZNE   | BŁYSKOWE                                      | Błyskowe złożone                          | Composite group flashing                       | Bl(3+2)                  | Fl(3+2)                  | Światło, gdzie (tu: trzy) błyski występują w grupie przedzielonej dłuższym okresem zaciemnienia, po którym następuje grupa (tu: dwóch) blasków. |         | Fl(2+1) W 15s            |                          |
| RYTMICZNE   | MIGAJĄCE                                      | Migające                                  | Quick                                          | M                        | Q                        | Światło z regularnie powtarzającymi się mignięciami (w ilości 50-80 / min) |         | Q W                      |                          |
| RYTMICZNE   | MIGAJĄCE                                      | Migające grupowe                          | Group quick                                    | M(9)                     | Q(9)                     | Światło, gdzie (tu: dziewięć) mignięć występuje w grupie przedzielonej dłuższą fazą ciemności. |         | Q(3) G 9s                |                          |
| RYTMICZNE   | MIGAJĄCE                                      | Migające przerywane                       | Interrupted quick                              | MP                       | IQ                       | Światło, gdzie po sekwencji co najmniej 8 mignięć następuje zaciemnienie trwające nie krócej niż 3 sekundy |         | IQ R 14s                 |                          |
| RYTMICZNE   | SZYBKO MIGAJĄCE                               | Szybko migające                           | Very quick                                     | MV                       | VQ                       | Światło z regularnie powtarzającymi się mignięciami (w ilości 80-160 na minutę) |         | VQ W                     |                          |
| RYTMICZNE   | SZYBKO MIGAJĄCE                               | Szybko migające grupowe                   | Group very quick                               | MV(3)                    | VQ(3)                    | Światło, gdzie (tu: trzy) szybkie błyski występuje w grupie przedzielonej dłuższą fazą ciemności. |         | VQ(3) G 4s               |                          |
| RYTMICZNE   | SZYBKO MIGAJĄCE                               | Szybko migające przerywane                | Interrupted very quick                         | MVP                      | IVQ                      | Światło szybko migające, w którym po co najmniej 8 błyskach następuje zaciemnienie, trwające nie krócej niż 3 sekundy. |         | IVQ R 9s                 |                          |
| RYTMICZNE   | ULTRASZYBKO MIGAJĄCE (bardzo szybko migające) | Ultraszybko migające                      | Ultra quick                                    |                          | UQ                       | Światło z mignięciami w ilości nie mniejszej niż 160 na minutę |         | UQ W                     |                          |
| RYTMICZNE   | ULTRASZYBKO MIGAJĄCE (bardzo szybko migające) | Ultraszybko migające przerywane           | Interrupted ultra quick                        |                          | IUQ                      | Światło w postaci regularnie powtarzanych mignięć co najmniej 160 razy na minutę, przerywane regularnie powtarzającymi się zaciemnieniami. |         | IUQ R 6s                 |                          |
| RYTMICZNE   | MORSE'A                                       | Kodowe Morse'a                            | Morse code                                     | Mo(K)                    | Mo(K)                    | Światło składające się z dwóch rodzajów świeceń - odpowiadających kropkom i kreskom alfabetu Morse'a - tak pogrupowanych, że tworzą jedną lub więcej liter lub cyfr tego alfabetu. Nadawane znaki podane są w nawiasie. Stosowane są tylko znaki międzynarodowe. |         | Mo(K) G 6s               |                          |
| RYTMICZNE   | ROZBŁYSKOWE                                   | Rozbłyskowe                               | Fixed and flashing                             | R                        | FFl                      | Światło stałe z błyskami o większym natężeniu |         | FFl Y 5s                 |                          |
| RYTMICZNE   | ROZBŁYSKOWE                                   | Rozbłyskowe (grupowe)                     | Fixed and group flashing                       | R(2)                     | FFL(2)                   | Światło stałe z błyskami o większym natężeniu, po (tu: dwa) rozbłyski w grupie |         |                          |                          |
| ZMIENNE     | ZMIENNE                                       | Zmienne                                   | Alternating                                    | Zm                       | Al WGR                   | Światło zmieniające barwę według sekwencji: białe - zielone - czerwone (ang. white - green - red). Brak faz zaciemnienia - faza światła jednego koloru przechodzi bezpośrednio w fazę innej barwy.                                                               |         | Al WR 3s                 |                          |
| ZMIENNE     | PRZERYWANE                                    | Zmienne przerywane                        | Alternating occulting                          |                          | Al Oc WR                 | Światło na którego okres składa się: światło białe, krótsza od światła przerwa, światło czerwone, krótsza od światła przerwa równa poprzedniej. |         |                          |                          |
| ZMIENNE     | PRZERYWANE                                    | Zmienne (przerywane) grupowe              | Alternating group occulting                    |                          | Al Oc WGR                | Światło na którego okres składa się: światło białe, krótsza od światła przerwa, światło zielone, krótsza od światła przerwa równa poprzedniej, światło czerwone, przerwa dłuższa od poprzednich.                                                                 |         |                          |                          |
| ZMIENNE     | BŁYSKOWE                                      | Zmienne blaskowe                          | Alternating flashing                           |                          | Al Fl WR                 | Światło na którego okres składa się: światło białe, przerwa (dłuższa od światła), światło czerwone, przerwa równa poprzedniej. |         |                          |                          |
| ZMIENNE     | BŁYSKOWE                                      | Zmienne (blaskowe) grupowe                | Alternating group flashing                     |                          | Al Fl WR                 | Światło na którego okres składa się: światło białe, przerwa (dłuższa od światła), światło czerwone, przerwa dłuższa od poprzedniej. |         |                          |                          |
| ZMIENNE     | ROZBŁYSKOWE                                   | Zmienne rozbłyskowe                       | Alternating fixed and flashing                 |                          | Al F W Fl RG             | Światło stałe białe wzmacniane rozbłyskami w kolorze zielonym i czerwonym na przemian. |         |                          |                          |
| ZMIENNE     | ROZBŁYSKOWE                                   | Zmienne rozbłyskowe grupowe               | Alternating fixed and group flashing           |                          | Al F W Fl(3) G           | Światło stałe białe wzmacniane rozbłyskami (w liczbie trzech) koloru zielonego w grupie. |         |                          |                          |
| ZMIENNE     | ROZBŁYSKOWE                                   | Zmienne rozbłyskowe kombinowane w grupach | Alternating fixed and composite group flashing |                          | Al F W Fl WRR            | Światło stałe białe wzmacniane rozbłyskami: białym a następnie dwoma czerwonymi. |         |                          |                          |

Istnieje jeszcze światło wyłamujące się z tych podziałów. Jest ono szeroko stosowane w systemie IALA, jako światło południowego znaku kardynalnego (i zarezerwowane wyłącznie dla niego). Okres tego światła składa się z sześciu mignięć i jednego długiego błysku (lub sześciu szybkich mignięć i długiego błysku): Q(6) LFl W  lub VQ(6) LFl W.

## Barwa[1][2]
- białe (ang. white) oznaczone skrótowo: "W", polskie: "b" lub oznaczenie pominięte)
- czerwone (ang. red, oznaczenie skrótowe "R", polskie: "c")
- zielone (ang. green), oznaczenie skrótowe "G", polskie: "z")
- żółte (ang. yellow), oznaczenie skrótowe "Y", polskie: "ż")
- pomarańczowe (ang. orange), oznaczenie skrótowe "Or", polskie: "pm")

Najczęściej stosuje się światła białe, ponieważ światło tej barwy ma największy zasięg widoczności przy określonej mocy źródła światła.

## Zasięg
Światło nawigacyjne dostrzeżone może być z pewnej odległości. Odległość umożliwiająca zobaczenie (w nawigacji: zaoczenie) światła nosi miano zasięgu. Zasięg zależy od:
- natężenia światła (światłości) i aktualnej przejrzystości powietrza - zasięg optyczny
- wysokości posadowienia źródła światła i wysokości oczu obserwatora (ograniczeniem jest krzywizna wynikająca z kulistości Ziemi - zasięg geometryczny.

Dla każdego światła określa się (i podaje w jego charakterystyce) jego zasięg nominalny. Jest to zasięg optyczny dla określonej przejrzystości powietrza - równej 10 Mm. Dlatego dla określenia zasięgu optycznego w innych warunkach przejrzystości powietrza stosować należy poprawki.
W spisie świateł znaleźć można wysokość źródła światła - co umożliwia wyliczenie zasięgu geometrycznego.

## Oznaczenia
Na mapach światła opisywane są jednoznacznymi skrótami, natomiast w spisach świateł prócz tego charakterystyka podana jest szczegółowo (z czasami trwania każdej fazy). Skrót składa się z:
1. opisu rodzaju,
2. barwy (przy czym jego brak wskazuje na barwę białą),
3. długości okresu (podawanego w sekundach),
4. wysokości źródła światła (ponad zero mapy),
5. zasięgu nominalnego (podawanego w milach morskich).

Jednak nie zawsze zamieszczony jest komplet informacji, informacje nieistotne lub oczywiste pomija się:
| przykładowe oznaczenie | rodzaj                                           | kolor                          | okres | wysokość źródła | zasięg nominalny | uwagi                                                                                         |
| ---------------------- | ------------------------------------------------ | ------------------------------ | ----- | --------------- | ---------------- | --------------------------------------------------------------------------------------------- |
| Fl(2) R 20s 12m 16M    | błyskowe grupowe o dwóch błyskach                | czerwone                       | 20    | 12              | 16               |                                                                                               |
| Fl Y 2,5s              | błyskowe                                         | żółte                          | 2,5   | ?               | ?                |                                                                                               |
| Iso 10s                | izofazowe                                        | białe                          | 10    | ?               | ?                | świeci tak na przykład LM Hel                                                                 |
| VQ(6) + LFl 10s        | szybko migające - sześć mignięć oraz długi błysk | białe                          | 10    | ?               | ?                | południowy znak kardynalny                                                                    |
| Fl W 3s 83m 26M        | błyskowe                                         | białe                          | 3     | 83              | 26               | świeci tak na przykład LM Rozewie                                                             |
| Fl W 5s 29m 18M        | błyskowe                                         | białe                          | 5     | 29              | 18               | świeci tak na przykład latarnia na Christiansø                                                |
| Iso 4s WRG 7/4/4M      | izofazowe                                        | białe czerwone zielone         | 4     | ?               | 7 4              | jest to światło sektorowe granice sektorów narysowane są na mapie i opisane w spisie świateł. |
| FFl W 5s 3M            | rozbłyskowe                                      | białe światło, białe rozbłyski | 5     | ?               | 3                |                                                                                               |
| F                      | stałe                                            | białe                          | -     | ?               | ?                |                                                                                               |

## Identyfikacja
Zaleca się by przy identyfikowaniu światła najpierw ustalić jego charakterystykę przez obserwację i pomiar (stoperem lub innym przyrządem), a dopiero potem odnajdywać światło w pomocach nawigacyjnych (na mapie, w spisach świateł lub innych). Postępowanie odwrotne może prowadzić do pomyłek (nawigator "widzi" to co właśnie przeczytał z mapy, a nie to co świeci w rzeczywistości).